# العلاقات الإريترية البنمية
العلاقات الإريترية البنمية هي العلاقات الثنائية التي تجمع بين إريتريا وبنما.

## مقارنة بين البلدين
هذه مقارنة عامة ومرجعية للدولتين:
| وجه المقارنة                                              | إريتريا                                      | بنما                      |
| --------------------------------------------------------- | -------------------------------------------- | ------------------------- |
| المساحة (كم2)                                             | 117.60 ألف                                   | 74.18 ألف                 |
| عدد السكان (نسمة)                                         | 6.33 مليون                                   | 4.10 مليون                |
| الكثافة السكانية (ن./كم²)                                 | 53.83                                        | 55.27                     |
| العاصمة                                                   | أسمرة                                        | بنما                      |
| اللغة الرسمية                                             | اللغة التغرينية، اللغة العربية، لغة إنجليزية | اللغة الإسبانية           |
| العملة                                                    | ناكفا                                        | بالبوا بنمي، دولار أمريكي |
| الناتج المحلي الإجمالي (بليون دولار)                      | 2.61 مليار                                   | 61.84 مليار               |
| الناتج المحلي الإجمالي (تعادل القوة الشرائية) بليون دولار |                                              | 87.37 مليار               |
| الناتج المحلي الإجمالي الاسمي للفرد دولار أمريكي          |                                              | 13.27 ألف                 |
| الناتج المحلي الإجمالي للفرد دولار أمريكي                 |                                              | 20.89 ألف                 |
| مؤشر التنمية البشرية                                      | 0.391                                        | 0.780                     |
| رمز المكالمات الدولي                                      | +291                                         | +507                      |
| رمز الإنترنت                                              | .er                                          | .pa                       |
| المنطقة الزمنية                                           | ت ع م+03:00                                  | 00                        |

## منظمات دولية مشتركة
يشترك البلدان في عضوية مجموعة من المنظمات الدولية، منها:
| علم المنظمة | اسم المنظمة                        | تاريخ انضمام إريتريا | تاريخ انضمام بنما |
| ----------- | ---------------------------------- | -------------------- | ----------------- |
|             | مؤسسة التمويل الدولية              | 11 أكتوبر 1995       | 20 يوليو 1956     |
|             | منظمة حظر الأسلحة الكيميائية       | ?                    | ?                 |
|             | يونسكو                             | 2 سبتمبر 1993        | 10 يناير 1950     |
|             | الاتحاد الدولي للاتصالات           | 6 أغسطس 1993         | 14 يوليو 1914     |
|             | الأمم المتحدة                      | 28 مايو 1993         | 13 نوفمبر 1945    |
|             | منظمة الشرطة الجنائية الدولية      | ?                    | ?                 |
|             | البنك الدولي للإنشاء والتعمير      | 6 يوليو 1994         | 14 مارس 1946      |
|             | الاتحاد البريدي العالمي            | ?                    | ?                 |
|             | مؤسسة التنمية الدولية              | 6 يوليو 1994         | 1 سبتمبر 1961     |
|             | وكالة ضمان الاستثمار متعدد الأطراف | 10 سبتمبر 1996       | 21 فبراير 1997    |

## وصلات خارجية
- موقع وزارة الخارجية البنمية